# Шак'я
Шак'я (санскрит:Śākya IAST, деванагарі: शाक्य и Палі:Sākiya IAST; кит.: 釋迦族; «сміливі») — народ або рід на північному сході Індії. Вихідцем з нього був Будда Ґаутама.